# Last Exit to Brooklyn (Lied)
Last Exit to Brooklyn ist ein Popsong von Modern Talking. Er wurde am 7. Mai 2001 als zweite Single ihres zehnten Albums America veröffentlicht.

## Entstehung und Inhalt
Der Song wurde von Dieter Bohlen selbst geschrieben und produziert. Er ist ein Synthiepopsong mit House- und Europop-Einflüssen. Der Songtext stellt eine Hommage an New York City dar. Rapper Eric Singleton übernahm die gesprochenen Passagen. Das Artwork der Single, das das Duo auf der Brooklyn Bridge vor den Twin Towers des World Trade Centers zeigt, stammt von Ronald Reinsberg, das Cover von Stefano Boragno und das Foto von Wolfgang Wilde.

## Titelliste
CD-Maxi Hansa 74321 85979 2 (BMG) / EAN 0743218597923 07.05.2001
1. Last Exit to Brooklyn (Radio Edit) – 3:16
2. Last Exit to Brooklyn (Rap Version) – 2:46
3. Last Exit to Brooklyn (Extended Version) – 5:28
4. Last Exit to Brooklyn (Vocal Remix) – 4:58
5. Last Exit to Brooklyn (Rap Remix) – 4:59

## Veröffentlichung und Rezeption
Last Exit to Brooklyn erschien am 7. Mai 2001 bei Hansa Records. Das Musikvideo wurde bei YouTube bislang über 6,3 Millionen Mal abgerufen (Stand: Dezember 2020).
In Deutschland erreichte die Single Rang 37 der Charts und konnte sich fünf Wochen in den Single Top 100 platzieren. In Österreich erreichte die Single in fünf Chartwochen mit Rang 44 seine höchste Chartnotierung, in der Schweizer Hitparade in einer Chartwoche mit Rang 94. Last Exit to Brooklyn wurde zum 17. Charthit für Modern Talking in Deutschland sowie zum 15. in Österreich und zum 14. in der Schweiz.
| ChartsChartplatzierungen | Höchstplatzierung | Wochen |
| ------------------------ | ----------------- | ------ |
| Deutschland (GfK)        | 37 (5 Wo.)        | 5      |
| Österreich (Ö3)          | 44 (5 Wo.)        | 5      |
| Schweiz (IFPI)           | 94 (1 Wo.)        | 1      |